# Марченков, Михаил Петрович
Михаил Петрович Марченков (1899—1980) — советский военный и государственный деятель, генерал-лейтенант.

## Биография

### Происхождение
Родился 1 ноября 1899 года в селе Красный Шадым Инсарского уезда Пензенской губернии в крестьянской семье. Русский.
Окончил 3-классное сельское училище в 1912 году. В 1920 году окончил курсы ВОХР, в 1923 году — Высшие повторные курсы, в 1928 году — курсы «Выстрел». В 1938 году закончил заочное отделение Высшей военной академия им. Фрунзе.
После сельской школы, до 1918 года, работал в хозяйстве отца.

### Военная деятельность
В Красной армии — с 1919 года. Участник Гражданской войны в России. Член ВКП(б)/КПСС с 1920 года. С января 1919 по февраль 1920 года — красноармеец 90-го отдельного батальона ВОХР и комендант штаба Приволжского сектора ВОХР.
С февраля 1920 по март 1923 года был командиром роты отдельного батальона 32-й отдельной бригады ВОХР и отдельного батальона ВОХР-ВНУС, помощником командира 164-го отдельного батальона ВНУС по строевой части, командиром роты Особого полка войск ГПУ и роты Штаба войск ГПУ Приволжского военного округа. С марта по апрель 1923 года — исполняющий должность начальника команды войск и помощник начальника команды войск ГПУ Приволжского округа.
С октября 1923 по сентябрь 1925 года был начальником Астраханской конвойной команды, командиром 32-го отдельного Астраханского дивизиона войск ОГПУ, исполняющим должность командира отдельного дивизиона войск ОГПУ и помощником коменданта по строевой части 42-го Джебраильского пограничного отряда пограничной охраны ОГПУ. С сентября 1925 по декабрь 1928 года был командиром роты 4-й пограничной Краснознаменной школы ОГПУ, затем командиром учебного пешего дивизиона школы 8-го отдельного Закавказского полка войск ОГПУ.
С декабря 1928 по декабрь 1930 года Марченков был помощником командира 8-го отдельного Закавказского полка войск ОГПУ по строевой части, помощником начальника 42-го Джебраильского пограничного отряда пограничной охраны ОГПУ по строевой части и исполняющим должность начальника окружной школы младшего начальствующего состава Закавказского ГПУ. С апреля 1932 по февраль 1938 года служил в УПО и войск ГПУ Закавказской Социалистической Федеративной Советской Республики и был командиром 60-го железнодорожного полка внутренней охраны НКВД СССР.
С 10.02.1938 по 08.05.1938 был начальником отдела боевой подготовки Управления ПиВО НКВД Азербайджанской ССР. С 08.05.1938 по 11.03.1941 — начальник штаба Отдельной мотострелковой дивизии особого назначения (ОМСДОН) НКВД СССР, а с 11.03.1941 по 17.03.1943 — командир ОМСДОН НКВД СССР. С 17.03.1943 по 18.06.1946 М. П. Марченков работал начальником внутренних войск Украинского округа НКВД СССР и Белорусского округа НКВД-МВД СССР.
Затем временно исполнял должность начальника Ордена Ленина Краснознаменного Военного института МВД СССР и был начальником Курсов усовершенствования руководящего состава МВД при Военном институте. С июня 1947 года — заместитель начальника войск МВД по охране особо важных объектов промышленности и железных дорог. С января 1949 года — начальник Управления военно-учебных заведений войск МВД СССР и позже — начальник Управления учебных заведений МВД СССР (с 15.04.1954). 16 января 1957 М. П. Марченков был освобожден от этой должности и 9 апреля 1957 года откомандирован в распоряжение КГБ при Совете министров СССР. С 18 апреля 1957 года — начальник 4-го Отдела Штаба Главного управления пограничных войск КГБ СССР.
7 апреля 1958 года уволен в запас, проживал в Москве. Умер в апреле 1980 года.

## Воинские звания
- 22.04.1936 — майор (приказ НКВД № 322),
- 13.02.1938 — полковник (приказ НКВД № 267),
- 23.11.1939 — комбриг (приказ НКВД № 2115),
- 04.06.1940 — генерал-майор,
- 17.11.1944 — генерал-лейтенант.

## Награды
- Орден Ленина (21.02.1945 — № 27198)
- Три ордена Красного Знамени (1922[2]; 03.11.1944 — № 151619; 30.01.1951 — № 332235)
- Орден Суворова 2-й степени (21.09.1945 — № 2866)
- Орден Кутузова 2-й степени (20.10.1944 — № 1297)
- Четыре ордена Красной Звезды (23.06.1939 — № 5906; 14.04.1943 — № 189098; 30.01.1951 — № 332235; 28.10.1967 — № 3674096)
- Медали СССР
- Почетный работник ВЧК-ОГПУ (1935).